# Chael Charles Schreier
Chael Charles Schreier (São Paulo, 23 de abril de 1946 – Rio de Janeiro, 24 de novembro de 1969) era um estudante universitário que se uniu a organização de extrema-esquerda Vanguarda Armada Revolucionária Palmares (VAR-Palmares) para lutar contra a ditadura militar no Brasil. 
Schreler morreu sob tortura ao ser preso por agentes da Polícia do Exército (PE) e seu caso foi investigado pela Comissão Nacional da Verdade, que investiga os casos de desaparecimentos e mortes durante o período da ditadura militar no país.

## Biografia
Filho de Ire Schreier e Emília Brickmann Schreier, Chael Charles Schreier era estudante da Faculdade de Ciências Médicas da Santa Casa de Misericórdia de São Paulo e membro da Comissão Executiva da União Estadual dos Estudantes de São Paulo. Com a promulgação do AI-5 entrou na clandestinidade, em dezembro de 1968. Clandestino, passou a integrar a Dissidência de São Paulo e trabalhou na redação e na distribuição do periódico Luta Operária.
Passou a integrar a VAR-Palmares em 1969, com o codinome de "Joaquim", onde participou da direção ao lado de Dilma Roussef, 41 anos depois eleita Presidente do Brasil. Em novembro do mesmo ano, vivendo num "aparelho" na Rua Aquidabã, nº 1053 no bairro carioca de Lins de Vasconcelos junto com o casal Maria Auxiliadora Lara Barcelos e Antônio Roberto Espinoza, o trio foi cercado pela polícia depois de uma denúncia de um vizinho e após intenso tiroteio foram levados presos para o Quartel da Polícia do Exército na rua Barão de Mesquita.:85A emboscada foi armada por agentes do DOPS (Departamento de Ordem Política e Social) e pela Polícia do Exército.

## Morte
Schreier morreu torturado em 24 de novembro, depois de horas de surras, socos e pontapés da equipe de oficiais e suboficiais comandada pelo Tenente Lauria, da qual o Capitão Aílton Guimarães era integrante. O Capitão Guimarães, posteriormente eleito presidente da LIESA e bicheiro, foi acusado de fazer parte de grupos de extermínio no Espírito Santo. O protocolo a se seguido nestas ocasiões era fechar o caixão, proclamar o caso como suicídio e sepultar o morto, com já havia ocorrido duas vezes no mesmo quartel. Levado ao Hospital Central do Exército, não foi aceito como tendo entrado vivo pelo diretor-médico do hospital general-de-brigada, Galeno de Penha Franco que além disso, reteve o corpo e determinou que se fizesse uma autópsia.
As versões que o governo deu para a morte foram várias. A primeira foi que havia sido ferido em um tiroteio, no dia seguinte que havia sofrido um ataque cardíaco, depois que havia sido morto por dois tiros durante o cerco. A autópsia, por outro lado, além de não mencionar marcas de tiro, citava dez costelas quebradas, intestino extensamente rompido, hemorragia interna com sangue ocupando todos os espaços do abdômen, além de 53 marcas de pancada. Além dos fatos conferidos pela autópsia o Dossiê Ditadura atesta que a última visão que seus companheiros de militancia da organização VAR-Palmares tiveram de Chael Schreler foi que o rapaz se encontrava com o pênis dilacerado e o corpo ensopado de sangue que saia dos ferimentos causados pelas torturas sofridas, um dos maiores era um machucado grande na cabeça do rapaz.   
Fotos encontradas no acervo do DOPS pela cineasta Anita Leandro desmentem a primeira versão dada pelo governo. Nas imagens, é possível ver Chael pendurado de cabeça para baixo, sem camisa e sem qualquer tipo de ferimento, provando que, ao chegar no Quartel, o preso não tinha sido baleado. Há mais detalhes sobre os dias de tortura vividos por Chael no documentário "Retratos de identificação", produzido por Anita Leandro em parceria com a Universidade Federal do Rio de Janeiro (UFRJ) e a Comissão de Anistia do Ministério da Justiça.

## Necrópsia
Chael foi encaminhado ao hospital no dia 24 de novembro de 1969. De acordo com o diretor-médico do Hospital Central do Exército, general de brigada Galeno de Penha Franco: “Chael deu entrada no hospital já morto, sendo que o envio do corpo foi apenas uma formalidade, uma vez que provinha de uma unidade militar”.A causa mortis de sua certidão de óbito indica "contusão abdominal com rupturas do mesocólon transverso e mesentério, com hemorragia interna". No comunicado oficial do II Exército sobre o caso, a morte de Chael foi debitada a um "ataque cardíaco".
A necrópsia de Chael Charles Schreier foi realizada no Hospital Central do Exército no dia 24 de novembro de 1969 pelos Doutores Oswaldo Caymmi Ferreira, Guilherme Achilles de Faria Mello e Rubens Pedro Macuco Janini. A família do guerrilheiro, após ser omitida da morte de Chael, aguardava promessa de visita. No dia 25 de novembro, os familiares receberam informação de que Chael Charles Schreirer estava morto, tendo sido provável a comprovação de torturas atreladas à sua morte. Eles nunca chegaram a ver o cadáver. O corpo foi entregue a eles em um caixão lacrado e o transporte do Rio de Janeiro até São Paulo, onde Chael seria sepultado, foi acompanhado por integrantes do II Exército. Os militares não permitiram que o corpo fosse banhado antes do sepultamento, uma tradição judaica para que a família não visse e atestasse que o rapaz realmente sofreu alguma tortura.